# Горюнов Сергій Васильович
Сергій Васильович Горюнов (12 жовтня 1902, станиця Магнітна Оренбурзької губернії, тепер у складі міста Магнітогорська Челябінської області, Російська Федерація — 14 квітня 1983, місто Москва, тепер Російська Федерація) — радянський державний діяч, інженер-геолог, міністр геології РРФСР. Депутат Верховної ради РРФСР.

## Життєпис
Народився в родині службовця.
У 1927 році закінчив гірничий факультет Уральського політехнічного інституту.
З 1928 до 1930 року працював на будівництві Сухопозького цементного заводу Уральської області, був геологом польових партій.
З 1930 року — технічний керівник Челябінської геологорозвідувальної бази Уральського геологічного тресту.
У 1938—1940 роках — головний інженер та заступник начальника Уральського геологічного управління в місті Свердловську.
Член ВКП(б) з 1940 року.
У 1940—1946 роках — заступник голови Комітету у справах геології при Раді народних комісарів СРСР.
У червні 1946—1950 роках — заступник міністра, перший заступник міністра геології СРСР, одночасно начальник спеціального Головного геологічного управління СРСР (1945—1949).
У 1950—1953 роках — начальник Уральського геологічного управління в місті Свердловську.
У 1953 році — заступник міністра геології та охорони надр СРСР.
У 1953—1955 роках — член Бюро з металургії, паливної промисловості і геології при Раді міністрів CCCP та завідувач відділу геології та охорони надр при Раді міністрів CCCP.
У 1955—1957 роках — перший заступник міністра геології та охорони надр CCCP.
У 1957 — 25 серпня 1964 року — начальник Головного управління геології та охорони надр при Раді міністрів РРФСР.
25 серпня 1964 — 15 жовтня 1965 року — голова Державного виробничого геологічного комітету РРФСР.
15 жовтня 1965 — 27 лютого 1970 року — міністр геології РРФСР.
Займався розвідкою корисних копалин Уралу. Керував розвідкою перших в РРФСР родовищ алмазів, нафти та природного газу в Сибіру, руд заліза в Кустанайській області Казахської РСР, а також міді, нікелю, золота, вольфраму та інших рідкісних металів.
З лютого 1970 року — персональний пенсіонер у Москві.
Помер 14 квітня 1983 року в Москві.

## Звання
- генеральний директор геологічної служби II -го рангу

## Нагороди та відзнаки
- два ордени Леніна (1944, 1963)
- два ордени Трудового Червоного Прапора (1949, 1966)
- медалі
- Ленінська премія (1957) — за участь у відкритті та розвитку залізорудних родовищ Сарбайської та Соколовської груп у Казахстані.